# Eclipse solar de 29 de março de 1987

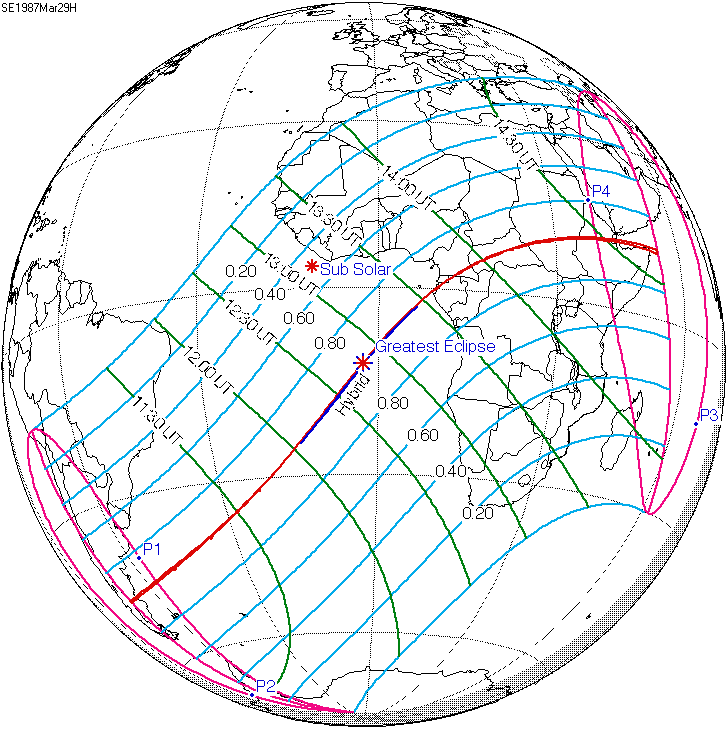
Mapa de visibilidade do eclipse

 O eclipse solar de 29 de março de 1987 foi um eclipse solar híbrido visto na Argentina, Gabão, Camarões, República Centro Africana, Sudão, Etiópia e Somália. Teve magnitude de 1,0013 e foi o eclipse número 50 da série Saros 129. Um eclipse híbrido fugaz cobriu apenas um caminho minúsculo, apenas 5 km de largura e durou por breves 8 segundos no ponto de eclipse máximo. Foi o segundo eclipse híbrido em menos de 1 ano, o primeiro no dia 3 de outubro de 1986.
 